# HD 223148
HD 223148，又名CP-69 3335，SAO 255567、HR 9007，是一颗恒星，视星等为6.89，位于銀經311.6，銀緯-47.64，其B1900.0坐标为赤經23h 41m 52.1s，赤緯-68° -47.64′ 56″。